# Infurcitinea lambessella
Infurcitinea lambessella är en fjärilsart som beskrevs av Petersen 1958. Infurcitinea lambessella ingår i släktet Infurcitinea och familjen äkta malar.
Artens utbredningsområde är Algeriet. Inga underarter finns listade i Catalogue of Life.